# Хвощ болотный
Хвощ боло́тный (лат. Equisétum palústre) — вид многолетних травянистых растений рода Хвощ (Equisetum) семейства Хвощовые (Equisetaceae).

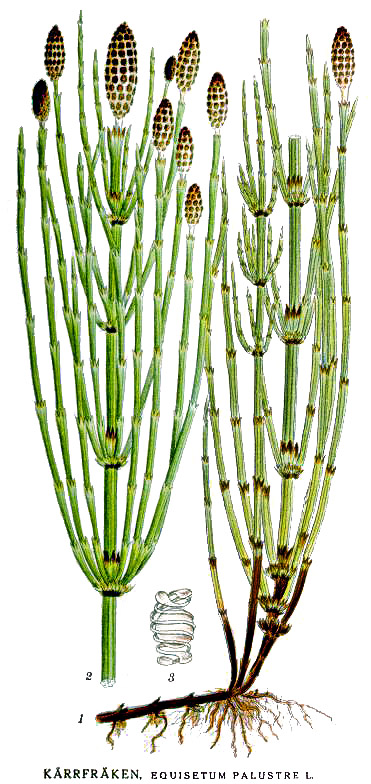

## Ботаническое описание
Многолетнее растение от 10 до 40 см высотой. Корневища чёрные, обычно с клубеньками.
Стебли 1,5—4 мм в диаметре с косо вверх направленными веточками. Листовые зубцы на стебле в мутовках, обычно по 6—12, редко по четыре или 16, треугольные, часто с хорошо выраженным белоплёнчатым окаймлением по краям. Зубцы одиночные, или спаяны по два-три. Веточки изменяются по длине, числу, густоте и направлению роста. Листовые зубцы на веточках по три—четыре в мутовке.
Колоски 10—20 мм длиной, развиваются в зелёный побег.

## Распространение и экология
Распространён на территориях российского Дальнего Востока, Кавказе, Западной и Восточной Сибири, Средней Азии, Скандинавии, Атлантической и Средней Европе, Средиземноморье, в Малоазиатском и Японо-Китайском районах, в Северной Америке.
Наиболее обилен на болотистых лугах и болотах жестко водного почвенно-грунтового питания. Иногда встречается как сорняк в посевах, но как правило в небольшом количестве и редко даёт значительное количество кормовой массы.

## Химический состав
В растении обнаружены углеводы и родственные им соединения (глюкоза, фруктоза, галактоза, манноза, арабиноза, ксилоза, галактуроновая кислота), каротиноиды (в том числе β-каротин, γ-каротин, лютеин), алкалоиды (в том числе никотин и палюстрин), лигнин, флавоноиды (в том числе кемпферол и кверцетин). В надземной части найдены флавоноиды.
Содержит алкалоид палюстрин ({\displaystyle {\ce {C12H24O2N2}}}).

## Значение и применение
Надземную часть в тибетской медицине применяют как диуретическое, при атеросклерозе сосудов, антигельминтное; в народной медицине — как диуретическое при женских болезнях, полиартрите, подагре.
Хорошо поедается северным оленем (Rangifer tarandus). Имеются указания, что ненцы некоторые заболевания оленей связывают с поеданием хвоща болотного. Большая часть исследований указывают, что сельскохозяйственные животные поедают плохо и лишь в некоторых случаях удовлетворительно.
Поедается европейским лосём (Alces alces Linnaeus).
Относительно ядовитости растения для разных животных, особенно лошадей, имеются противоречивые данные. В одних источниках указано на ядовитости растения, в других что безвреден, хотя указания на безвредность редки. По видимому, содержание алкалоидов сильно меняется в зависимости от местности, времени года, влажности почв. Для крупного рогатого скота ядовито в сене и на пастбище. Есть указания, что наиболее ядовит для крупного рогатого скота и менее для овец и коз и еще менее для лошадей и свиней.